# チエノベンゾジアゼピン

チエノベンゾジアゼピン系化合物の一般構造。コアは黒と青・黄で強調されている。灰色は付属の官能基を示す。

チエノベンゾジアゼピン（Thienobenzodiazepine）は、ジアゼピン環にチオフェン環とベンゼン環が縮合した複素環式化合物である。チエノベンゾジアゼピンは、非定型抗精神病薬オランザピン（ジプレキサ）や抗ムスカリン薬テレンゼピンなどの医薬品の中心的な役割を果たしている。チエノベンゾジアゼピンは、GABAA受容体のα2サブユニットに比較的選択的に作用する。